# Zöld Ukrajna
Zöld Ukrajna (ukránul: Зелений клин, oroszul: Зелёный Клин) az orosz távol-keleti területen az Amur folyó és a Csendes-óceán közötti terület történelmi ukrán elnevezése, mely nagyjából megfelel a kínai Külső Mandzsúria fogalmának.
Az 1917-es oroszországi forradalom következtében (ukránul: Закитайщина) a bolsevik Távol-keleti Köztársaság 1920. április 6-i megalakulása után a távol-keleti, ukrán többségű területek megkísérelték elszakadásukat és egy Zöld Ukrajna nevű entitás létrehozását tervezték. Ez a mozgalom rövid idő alatt sikertelennek bizonyult.

## Történelme
- 1917. június 24. – Az első összukrán távol-keleti kongresszus a Nikolszk-Usszurijszkban megalakította a Távol-keleti Kray Radát (Földtanács).
- 1918. január – Habarovszkban második összukrán távol-keleti kongresszus kikiáltotta a Zöld Ukrajnát az ukrán állam részévé (a földrajzi kapcsolat hiánya ellenére).
- 1918. április – A harmadik összukrán távol-keleti kongresszus független ukrán állam létrehozását kérte a Csendes-óceán partvidékén.
- 1920. április 11. – Grigorij Szemjonov hetman kikiáltotta a távol-keleti ukránok nemzeti önrendelkezési jogáért és autonómiájáért a kozákok, burjátok és ukránok egyesített távol-keleti államának határain belül.

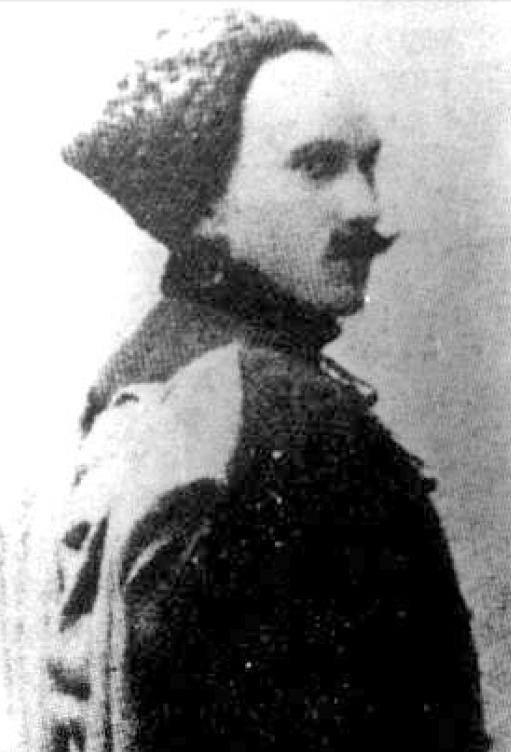
Jurij Hlusko-Mova

- 1922 – A Zöld Ukrajna megszűnt.

## Terület
Az Amur folyó közelében, Usszuri, Habarovszk környékén és Vlagyivosztoktól északra.

## Vallás
A szláv lakosság nagy része keresztény volt. A helyi tunguz népek a helyi vallásokat követték; néhány askenázi zsidó gyakorolta a judaizmust.

## Vízrajz
A Távol-keleti Köztársaságéhoz hasonló tengerpartja lett volna.

## Településtörténet
A Zelenij Klin sokkal később lett az Orosz Birodalom része, mint Szibéria és a Távol-Kelet más részei. 1689-ben Kína és Oroszország aláírta a nyercsinszki szerződést, amely korlátozott területet biztosított Oroszországnak.

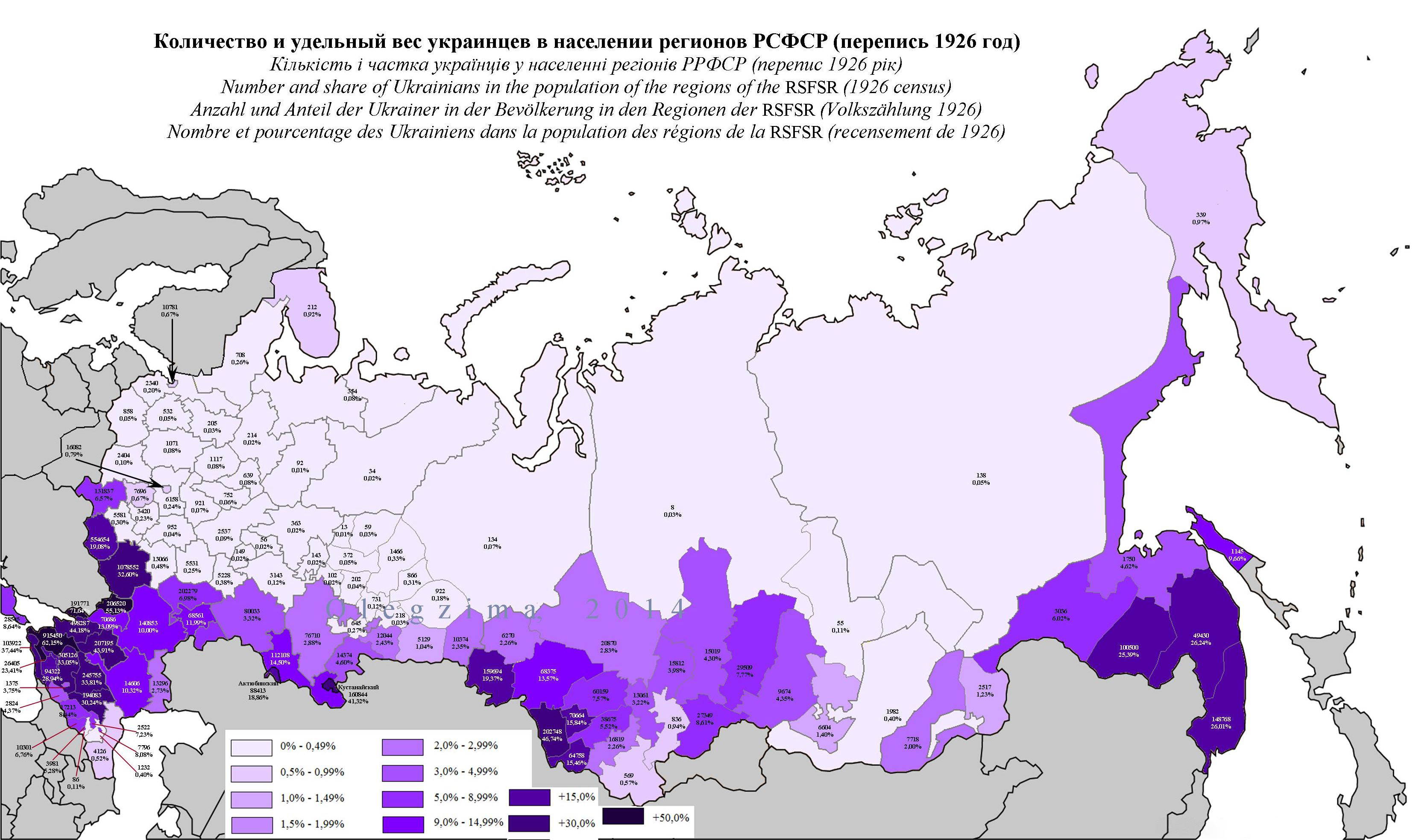
Az ukránok száma és aránya az Oroszországi Szovjet Szövetségi Szocialista Köztársaság régióinak lakosságában (1926-os népszámlálás)

A 19. század közepén a második orosz terjeszkedésre került sor, miután Oroszország elvesztette a krími háborút (1853–1856). Az Amur folyó mentén számos kozák település létesült. Kína akkoriban sokkal gyengébb lett Oroszországnál, és az 1858-as aiguni szerződésben és az 1860-as pekingi egyezményben területeket engedett át Oroszországnak.
Ebben az időszakban csak csekély számú telepes telepedett le a régióban, mintegy 14 000 kozákból és 2500 orosz katonából. 1861-ben létrejött a Primorszkij és Amur régió. Vlagyivosztokot 1860-ban, Habarovszkot 1858-ban alapították.
1882-ben Ukrajnából ingyenes szállítást és ingyen földet hirdettek a területre települők számára. 1897-re a lakosság száma 310 000-re nőtt. A vasút 1901-es létesítésével évente több mint 14 000 telepes költözött a területre, 1907-ben 78 000 telepes telepedett a távol-keleti régiókba.
1917 után a terület Alekszandr Kolcsak tengernagy joghatósága alá került. 1920-ban a Távol-Keleti Köztársaságot pufferállamként hozták létre Oroszország és Japán között. 1922-ben a köztársaság csatlakozott az Oroszországi Szovjet Szövetségi Szocialista Köztársasághoz. 1934-ben megalakult a Zsidó autonóm terület, Birobidzsan székhellyel.

## Fordítás
Ez a szócikk részben vagy egészben  a   Green Ukraine című angol Wikipédia-szócikk ezen változatának fordításán alapul.  Az eredeti cikk szerkesztőit annak laptörténete sorolja fel. Ez a jelzés csupán a megfogalmazás eredetét és a szerzői jogokat jelzi, nem szolgál a cikkben szereplő információk forrásmegjelöléseként.